# Paramaribo (Distrikt)
Paramaribo ist einer von zehn Distrikten in Suriname. Als Distrikt grenzt er im Norden an die Mündung des Suriname (Fluss) und den Atlantischen Ozean an. Paramaribo ist gleichzeitig die mit Abstand größte Agglomeration der Republik Suriname und die Hauptstadt des Landes.
Er ist mit einer Fläche von 182 km² der kleinste der Distrikte in Suriname, hat rund 241.000 Einwohner und ist der mit Abstand bevölkerungsreichste Distrikt.
Im Parlament (De Nationale Assemblée) ist der Distrikt Paramaribo mit 17 Abgeordneten vertreten.

## Geschichte
Paramaribo wurde erstmals Mitte des 17. Jahrhunderts von den Briten mit dem Bau des Fort Willoughby, später in Fort Zeelandia umbenannt, durch Europäer dauerhaft besiedelt. Im Jahr 1667 wurde das Fort vom Niederländer Abraham Crijnssen erobert. Durch den Frieden von Breda ging die Region endgültig an die Niederlande über. 

## Verwaltungsgliederung
Der Distrikt Paramaribo ist seinerseits wiederum in zwölf Ressorts (Stadtteile) gegliedert:
- Beekhuizen
- Blauwgrond
- Centrum
- Flora
- Latour
- Livorno
- Munder
- Pontbuiten
- Rainville
- Tammenga
- Weg naar Zee
- Welgelegen